# Papež Klemen X.
Papež Klemen X. (rojen kot Emilio Bonaventura Altieri), italijanski rimskokatoliški duhovnik, škof in kardinal, * 13. julij 1590, Rim, † 22. julij 1676.
Papež je bil med letoma 1670 in 1676.

## Življenjepis

### Poreklo, mladost in vzgoja
Emilio Bonaventura Altieri se je rodil v Rimu 13. julija 1590 v starodavni rimski plemiški družini Altieri, ki je izhajala od izredno bogatega Alteriusa de Corraduciis (1321-1431), od katerega so dobili tudi ime . V zadnjem času se je družina občasno povezovala z družinama Colonna in Orsini. Med predhodnimi papeži je zasedala družina Altieri mnoge pomembne položaje in opravljala zaupne naloge.

Emilov oče je bil Lorenzo Altieri, mati pa beneška plemkinja Vittoria Delfini. Emil je bil tretji od šestih sinov. Krstili so ga v baziliki San Marco Evangelista al Campidoglio.
Študiral je na Rimski univerzi La Sapienza, kjer je doktoriral 1611 in utroque iure. Začel je uspešno pravniško napredovanje; vendar je sklenil, da se bo posvetil cerkveni dejavnosti. Na to so vplivali družinski zgledi, zlasti ozračje na Ludovisijevem dvoru.

### Cerkvene službe
Emilio Altieri je bil posvečen za duhovnika 6. aprila 1624. Istega leta ga je papež Urban VIII. imenoval za avditorja (revizor, preglednik računov) ter ga poslal na Poljsko, kjer je bil v službi pri nunciju Lancellottiju 
 do 1627. Po vrnitvi ga je papež imenoval 29. novembra 1627 za škofa v Camerinu. 1630 je Altieri vodil škofijsko sinodo; tozadevne spise je objavil naslednjega leta .
Papež je Emila imenoval nato za loretskega namestnia (vicario di Loreto – 1633-1634),a 1636 ga je poslal v Raveno  v pomoč ljudstvu prizadetem s poplavo Padske delte . 1641 je postal upravnik Macerate. Bil je tudi nuncij v Neapeljskem kraljestvu skozi osem let in je nerad moral reševati zdrahe zaradi vstaj v Masaniellu.
Papež Urban VIII. mu je že julija 1643 ponudil kardinalski naslov, ki se mu je pa odpovedal v korist bratu Giambattistu. Papež Aleksander VII. (1655-1667) ga je imenoval za nuncija na Poljskem, a njegov naslednik Klemen IX. (1667-1669) za tajnika kongregacije za škofe in duhovnike (congregazione dei vescovi e dei membri del clero regolare). 29. novembra 1669 ga je, nekaj dni pred svojo smrtjo, isti papež imenoval za kardinala.

### Zaporedje služb
- 6. april 1624 – posvečen za duhovnika;
- 1624-1627: avditor (revizor – preglednik računov) pri nunciaturi na Poljskem;
- 29. november 1627 – 29. april 1670: imenovan za škofa Camerina;
- 30. november 1627 – posvečen za škofa Camerina;
- apostolski vizitator; tega pa ni mogel izvrševati zaradi nesrečne vojne za Castro;
- 10. december 1633: upravnik Loreta;
- 4. junij 1636: predsednik Romanje ad interim;
- 22. januar – 7. oktober 1641: guverner Mark[9];
- 25. december 1644 – 1652: imenovan za nuncija v Neapeljskem kraljestvu;
- 1655: izredni odposlanec v Lombardiji;
- 1657: tajnik združbe za škofe in duhovnike;
- 25. januar 1667: prisednik pri Rimski inkviziciji;
- junij/julij 1667: maestro di camera pri Klemenu IX.;
- 29. november 1669 – 29. april 1670: kardinal-duhovnik brez naslova;
- 29. april 1670: izvolijo ga za rimskega papeža;
- 11. maj 1670: kot papež posvečen, umeščen in kronan.

## Papež

### Dolg in zapletenkonklave
Konklave po smrti Klemena IX. je bil dolg, saj sta Španija in Francija vsiljevala vsaka svojega kandidata: celo zoper štiri so vložili veto njihovi odposlanci. Šele po štirih mesecih mučnih razprav je postal papež kardinal Emilio Altieri, ki je bil star že 80 let in je preživel veliko let na Poljskem; tako ni imel niti stikov niti sporov niti s Francijo niti s Španijo, pa nista imeli razloga za nasprotovanje. Izvolil si je ime Klemen X. v znak hvaležnosti svojemu predhodniku, ki ga je imenoval tik pred svojo smrtjo za škrlatnika. 
29. aprila 1670 je bil izvoljen za papeža in 11. maja 1670 je bil ustoličen.

### Uprava
Šibko zdravje je novega papeža prisililo, da je upravo Papeške države  prepustil svojemu sorodniku kardinalu Paluzziju, ki je dodal svojemu še papežev priimek; tako je palačo, ki jo je zgradil blizu cerkve Il Gesù poimenoval po papežu Palazzo Altieri . 
Postopoma mu je z leti prepuščal urejanje državnih zadev v toliki meri, da so zbadljivi Rimljai govorili, češ da si je ohranil zase le škofovska opravila benedicere et sanctificare, odpovedal pa se je v prid kardinalu upravnim dolžnostim regere et gubernare. 
 

### Priprave na boj protimuslimanskimTurkom
Kralj Ludvik XIV. je trdo prijemal papeža Klemena X.; v luči prihajajočega novega konlava je pritiskal na papeža, da naj imenuje od njega določene kardinale; papež pa je osredotočil svojo pozornost na Poljsko in na otomansko grožnjo; denarno je podprl Jana Sobieskega, poljskega poveljnika, ki je 1673 porazil Otomane na reki Dnester ter je bil izbran za kralja 1674. Drug znak papeževega zadržanja je bila kanonizacija Pija V., papeža krščanske zmage pri Lepantu. 

### Posvečenjainpoblaženja
12. aprila 1671 je Klemen X. posvetil oziroma kanoniziral pet novih svetnikov in sicer so to bili:
1. Kajetan Tienski (1480 – 1547), ustanovitelj teatincev, (latinsko Ordo clericorum regularium vulgo Theatinorum – Red regularnih klerikov, ljudsko imenovanih teatinci [14] [15]).
2. Frančišek Borgia (1510 – 1572), vojvoda, podkralj Katalonije, je postal 1547 redovnik jezuit, ter general, tj. vrhovni predstojnik Jezusove družbe – in ena njenih najuglednejših osebnosti [16]).
3. Filip Benizi, florentinski plemič in obnovitelj reda servitov (1233–1285; latinsko Ordo Servorum Beatae Mariae Virginis – Red služabnikov Blažene device Marije, katerim je bil tudi vrhovni predstojnik. Leon X. ga je poblaženil 8. oktobra 1645, a Klemen X. posvetil 12. aprila 1671. [17]).
4. Alojzij Beltran (1526 – 1581; špansko Luis Beltrán, španski dominikanec, imenovan Apostol Južne Amerike; poblaženil ga je Pavel V. 19. julija 1608, a posvetil 12. aprila 1671 Klemen X.
5. Roza Limska (1586 – 1617); članica tretjega reda svetega Dominika rojena v Limi v Peruju; poblaženil jo je 15. aprila 1667 Klemen IX., a posvetil 12. aprila 1671 papež Klemen X. in je tako postala prva ameriška razglašena svetnica. [18]
6. Ferdinand Kastiljski, imenovani El Santo (= Svetnik; 1198–1252); kot kralj Kastilije (1217-1252) in Leona (1230-1252) ju je uspel trajno združiti. Poblaženil ga je 31. maja 1655 Aleksander VII., posvetil pa 4. februarja 1671 Klemen X.
7. Klemen X. je 1673 vpisal v Rimski martirologij papeža Leona III. (750-816). [19] [20]

K blaženim so bili prišteti:
1. Papež Pij V. (1566-1572) – neutrudni izvajalec tridentinske obnove; poblaženil ga je 1. maja 1672 Klemen X., posvetil pa 22. maja 1712 Klemen XI.
2. Frančišek Solan (1549-1610) – španski frančiškan in misijonar Južne Amerike; poblaženil ga je 20. junija 1675 Klemen X., posvetil pa 27. decembra 1726 Benedikt XIII.;
3. Janez od Križa  - prenovitelj karmeličanov; 25. januarja 1675 ga je poblaženil Klemen X., a 27. decembra 1726 posvetil Benedikt XIII.
4. 14. novembra 1675 je Klemen X. poblaženil devetnajst Gorkumskih mučencev, ki so jih umorili kalvinistični protestantje iz sovraštva do katoliške vere in rimskega papeža; dva sta bila laika, enajst frančiškanskih duhovnikov, eden dominikanec, dva premonstrata, eden regularni avguštinski kanonik, štirje pa škofijski duhovniki; 29. junija 1867 jih je posvetil blaženi papež Pij IX. ob 1800-letnici mučeništva svetih apostolov Petra in Pavla. [21]).

28. januarja 1673 je sledilo priznanje junaških kreposti, ki jih je živela španska redovnica Marija od Jezusa (María de Jesús de Ágreda; 1602-1665), ki je s tem postala častitljiva; vendar se je postopek za svetništvo zaustavil vse do danes zavoljo nekih nejasnosti v njenem delu Mistica Ciudad de Dios (1670), ki je bilo nekaj časa celo na cerkvenem Indeksu (Seznamu prepovedanih knjig ) 

### Sveto leto 1675
1675. je Klemen X. proslavljal štirinajsti krščanski jubilej svetega leta. Ne oziraje se na svoja leta je obiskoval cerkve, obžalujoč, da mu je protin preprečeval, da bi jih obiskal več kot petkrat. Podal se je dvanajstkrat v Santissima Trinità, da bi romarjem umival noge; po obredu jih je obdaril z izdatno miloščino.  - Ta bolnica je katoliška dobrodelna ustanova: “Vsakega bolnega moškega, ne glede na starost, poreklo ali vero, sprejmejo med bolnike zastonj v bolnico San Spirito. Kakor hitro se mu zdravje zadosti poboljša, ga pošljejo v bolnišnico Santissima Trinità.“ 
V spomin na sveto leto je dal kovati srebrnik. 

#### Kristina Švedskana odprtjusvetega leta
Na učeno švedsko kraljico Kristino - ki se je rodila kot protestantinja - a se je odpovedala prestolu in se vrnila v vero svojih prednikov ter postala kljub velikim žrtvam katoličanka, so gledali papeži, škofje - zlasti kardinali - pa tudi verniki - z velikim spoštovanjem. V njej so videli uspeh tridentinske obnove v upanju, da bo to ugodno vplivalo tudi na druge protestantovske vladarje. Zato so ji velikodušno spregledali razna čudaštva in nenavadnosti. Takšna - nepredvidljiva - je bila tudi ob svetoletnem jubileju. 
Ko je na Sveti večer 1675 petinosemdesetletni papež Klemen X. s težavo dvignil kladivo, da bi podrl zid svetih vrat pri Svetem Petru, se je pozornost navzočih romarjev naenkrat obrnila k odru v obliki kraljevske sobane. Nepredvidljiva vladarica je s tega umetnega trona očitala krepko lekcijo svojima gostoma, angleškima  protestantoma, ki se nista čutila dolžna poklekniti ob padcu zida. Medtem, ko so bili tuji romarji osupli ter presenečeni nad pripetljajem, se Rimljani – kleriki, laiki, kardinali in sam papež – niso čudili; poznali so namreč čudaški značaj te gospe, ki ji je Bernini namenil eno svojih zadnjih del – veličasten zlat prestol, s katerega je oštevala svoja otoška gosta. 
Obstaja zanimiv opis celotnega dogajanja, ki je bilo v navadi v tistih časih - večinoma je obred ostal nespremenjen do danes.
| Italijansko besedilo | Slovenski prevod |
| --- | --- |
| Giornale de l’anno santo MDCLXXV celebrato da l’amabilissima pietà di papa Clemente X. Correa l’Anno 1674 nel secolo 17. da l’Incarnatione, e del Gouerno dignissimo di Clemente X. il quinto, quando il Cuore de’ Fedeli Romani, c… di tutto il Cristianesimo piú anzioso viuea di ritrouarsi, e lauare le sue colpe con la pienissima Indulgenza ne l’anno santo 1675. Giubiló la prima volta, e prese animo á li 3. di Maggio nel 1674 giorno de l’Ascensione, quando sotto le Logge di San Pietro in Vaticano sopra un Catedra á lato de la Porta Maggiore, mentre il Pontefice calaua per entrare in Chiesa, fu letta la prima Bolla, che auuisaua l’aperitione de le Porte Sante per l’acquisto del Santo Giubileo nel prossimo anno santo. Fù publicata in questo giorno anche vn’ altra Bolla, continente le Riuocatione di tutte l’Indulgenze strettamente, conforme pratticarono li duo suoi Predecessori, Vrbano, & Innocentio. In tanto Nostro Signore proseguì per la Piazza processionalmente, portato come sopra, verso la Guglia, e poi verso la Basilica Vaticana. Sin da prima, che il Papa partisse da la Stanza de’ Paramenti, ere Processionalmente partito tutto il Clero Romano, e Religiosi da la Porta del Palazzo Apostolico, e disposto per tutta la via lateralmente da ambe le parti, fino á le Scale de la Basilica con buona ordinanza, lasciando in mezzo un’ ampia via, acciò potesse senza impedimento passare tutta la Processione, & essere goduta senza confondersi dal Popolo, che infinito si era radunato ne la Piazza, e sopra le Scale de la Basilica. Giunse il Pontefice dentro il Portico de la medesima Basilica, ove erano alzati molti palchi vagamente ornati, & in particolare quello á l’incontro de la Porta Santa, preparato per la Maestà de la Regina di Suetia: un altro per la Serenissima Duchessa di Modana: & uno per le Prencipesse Nipoti di Nostro Signore. La Maestà de la Regina Cristina di Suetia, che con gran veneratione si mostrò divota a le Accioni del Pontefice, onorò del luogo nel suo palcó alcuni Signori Oltramontani, trá quali vi erano due Milordi Inglesi, uno de’ quali Miscredente ripugnava inginocchiarsi á l’arrivo di Sua Santità: auuedutasene Cristina, e reputando ciò troppa indecenza, li commandò il prostrarsi; e perche á le prime non obedí, replicogli il comandamento così; che se non obediua, sarebbe restato mal sodisfatto; obedí, non só, se per tema, ó compunzione. Per breve spatio di tempo sedé il Papa ne la Sede Pontificale sopra il Soglio, assistito da due Cardinali Diaconi, & da ambe le parti del medesimo Soglio erano disposti gl’Ambasciatori Regij, & i Prencipi del Soglio. Scese poi con la Mitra in Testa il Capo de la Chiesa, e s’inuió verso la Porta Santa, oue fú ricevuto da l’Eminentissimo Signor Cardinale Paluzzo Altieri Penitentiero Maggiore, che porse in mano á Sua Santità un Martello di Argento dorato, e con esso avvicinatosi il Pontefice a la Porta Santa, diede il primo colpo nel Muro de la Porta, decendo il Versetto: Aperite mihi Portas Iustitiae… Rese poi il Martello al medesimo Sig. Cardinale Altieri, e ritornò á la sua Sedia, ove doppo la caduta del Muro, che chiudeva la Porta Santa, intonò senza Mitra in testa: Domine exaudi Orationem meam. Et clamor meus ad te venias… Fú in un súbito il sudetto muro de la Porta santa da’ Muratori, che stauano auuertiti dentro la Chiesa, gettato á terra, e rovesciato sopra di una Cariola, fui preparata, portato vi, perche non impedisse l’ingresso, i cui Cementi furono poi da molti Forastieri con grande anzietá presi, per portarli con divota ricordanza á le loro Case. | Dnevnik svetega leta 1675, ki ga je obhajal z izredno pobožnostjo papež Klemen X. Teklo je leto 1674 v 17. stoletju od učlovečenja (našega Gospoda Jezusa Kristusa), in peto leto odličnega vladanja Klemena X. Takrat je živelo srce rimskih vernikov in celotnega krščanstva v hudi stiski, ter se je želelo zbrati in izmiti svoje krivde s popolnim odpustkom svetega leta 1675. Prvič ga je obhajal ter se je osrčil 3. majnika 1674 na dan Vnebohoda. Ko je vstopal v Baziliko svetega Petra, je dal brati s stranske prižnice pri glavnih vratih prvo bulo, ki je napovedovala odprtje svetih vrat za začetek svetega jubileja ob prihodnjem svetem letu. Istega dne je objavil tudi drugo bulo, ki je vsebovala posebno sklicevanje na vse odpustke, kot sta jih podeljevala njegova predhodnika Urban ter Inocenc. Našega gospoda (papeža) so v sprevodu nosili po Trgu (svetega Petra), proti Obelisku, in nato proti Vatikanski baziliki. Od vsega začetka, ko je papež krenil od Stanza de’ Paramenti, je v procesiji krenila vsa rimska duhovščina in redovniki od vrat, in se razpostavila po celi cesti vzdolž obeh strani, vse do stopnic pred Baziliko in sicer lepo urejeno, da je pustila v sredini široko pot, po kateri bo lahko brez ovir hodila cela procesija, ne da bi se pomešala z ljudstvom, ki se ji je pridružilo na trgu in nad bazilikinimi stopnicami. Prispel je papež znotraj stebrišča omenjene bazilike, kjer so bili postavljeni mnogi razkošno okrašeni odri, zlasti tisti nasproti svetih vrat, pripravljen za veličanstvo švedske kraljice; drugi za presvetlo vojvodinjo Modane, eden pa za kneginje-nečakinje našega gospoda (papeža). Njeno veličanstvo kraljica Švedske, ki je kazala veliko spoštovanje in pobožnost do papeževih postopkov, je počastila s svojega odra nekaj prekoalpskih gospodov, med katerima sta bila dva angleška lorda; eden od njiju je kot malovernež zavračal poklek na prihod Njegove svetosti. Ko je to opazila Kristina, je to smatrala za preveliko nespodobnost, in mu je ukazala, naj poklekne; ker na prvo besedo ni ubogal, mu je zaukazala tako strogo, češ da mu bo še žal, če ne bo poslušal; in je ubogal; ne vem, ali iz strahu ali iz skrušenosti. Čez malo časa je sedel papež na papeški sedež nad prestolom v spremstvu dveh kardinalov diakonov. Na obeh straneh prestola so se razvrstili odposlanci kraljev in princev. Poglavar Cerkve je nato sestopil z mitro na glavi, in se odpravil k svetim vratom, kamor ga je spremljal prečastiti gospod kardinal veliki penitencijar Paluzzo Altieri, ki je dal v roko Njegovi svetosti pozlačeno srebrno kladivo, s katerim se je pontifik približal svetim vratom; prvič je udaril po zidu vrat, rekoč stih: Aperite mihi Portas Iustitiae… Nato je vrnil kladivo omenjenemu gospodu kardinalu Altieriju, ter se vrnil na svoj sedež, kjer je po padcu zidu, ki je zapiral sveta vrata, zapel brez mitre na glavi: Domine exaudi Orationem meam. Et clamor meus ad te venias… Zidarji, ki so stali opozorjeni v cerkvi, so omenjeni zid Svetih vrat v hipu podrli na zemljo in ga spravili na pripravljeno samokolnico ter ga odnesli ven, da ne bi oviral vhoda. Njegove zidake so nato mnogi tujci vzeli z veliko željo, da bi jih ponesli kot pobožen spominek v svoje domove. |

### Dela
- »Documenta Catholica Omnia« (v latinščini). Cooperatorum Veritatis Societas. Pridobljeno 6. decembra 2011.

## Smrt in spomin

### Bolezen in smrt
Postarni papež je dolgo trpel za protinom; že prva leta papeževanja je prenašal hude napade putike. Junija 1676 so se pokazali resni znaki vodenice; sledili so zapleti, zaradi katerih mu je zdravje vedno bolj pešalo. Sredi julija je prenehal z avdiencami, nakar je začela popuščati njegova sicer čvrsta narava. V tednu dni se mu je zdravje tako poslabšalo in bolečine postale tako hude, da je umrl 22. julija 1676 popoldne. 
Ob njegovi smrtni postelji so bili navzoči mnogi kardinali, kakor tudi kraljica Kristina Švedska. 
Bil je star 86 let in je vladal Cerkev 6 let, 2 mesca in 24 dni. 

### Nagrobnik
Kardinal   Altieri je počastil spomin papeža Klemena X. z veličastnim nagrobnikom, ki ga je napravil De Rossi  pri Svetem Petru, tik ob kapeli Najsvetejšega.    
Relief na spomeniku označuje odpiranje Svetih vrat v svetem letu 1675. Med prikazanimi osebami izstopa lik naročitelja spomenika. Na podu pred spomenikom sta nagrobni plošči papežev Siksta IV. in Julija II.
Za osnovo pri spomeniku je  Reti uporabil raznobarvne in redke vrste marmorja. Spodaj je postavil lik Dobrote Morelli, lik Krotkosti  pa Mazzuoli; angelca, ki držita napis s papeževim imenom je napravil Carcani. 

### Rodovnik
| Klemen X. | oče: Lorenzo Altieri, rimski plemič | očetov dedek: Girolamo Altieri, rimski plemič | očetov pradedek: Mario Altieri, rimski plemič | očetov prapradedek: Girolamo Altieri, rimski plemič |
| Klemen X. | oče: Lorenzo Altieri, rimski plemič | očetov dedek: Girolamo Altieri, rimski plemič | očetov pradedek: Mario Altieri, rimski plemič | očetova praprababica: Nicolea Maddaleni Capodiferro |
| Klemen X. | oče: Lorenzo Altieri, rimski plemič | očetov dedek: Girolamo Altieri, rimski plemič | očetova prababica: Virginia Leni              | očetov prapradedek: Ciriaco Leni                    |
| Klemen X. | oče: Lorenzo Altieri, rimski plemič | očetov dedek: Girolamo Altieri, rimski plemič | očetova prababica: Virginia Leni              | očetova praprababica: ?                             |
| Klemen X. | oče: Lorenzo Altieri, rimski plemič | očetova babica: Ersilia Capranica             | očetov pradedek: Camillo Capranica            | očetov prapradedek: Bartolomeo Capranica            |
| Klemen X. | oče: Lorenzo Altieri, rimski plemič | očetova babica: Ersilia Capranica             | očetov pradedek: Camillo Capranica            | očetova praprababica: Costanza Leni                 |
| Klemen X. | oče: Lorenzo Altieri, rimski plemič | očetova babica: Ersilia Capranica             | očetova prababica: Faustina della Valle       | očetov prapradedek: Bartolomeo della Valle          |
| Klemen X. | oče: Lorenzo Altieri, rimski plemič | očetova babica: Ersilia Capranica             | očetova prababica: Faustina della Valle       | očetova praprababica: Cristina Rustici              |
| Klemen X. | mati: Vittoria Dolfin               | materin dedek: Marco Dolfin, beneški patricij | materin pradedek: Flaminio Dolfin             | materin prapradedek: ?                              |
| Klemen X. | mati: Vittoria Dolfin               | materin dedek: Marco Dolfin, beneški patricij | materin pradedek: Flaminio Dolfin             | materina praprababica: ?                            |
| Klemen X. | mati: Vittoria Dolfin               | materin dedek: Marco Dolfin, beneški patricij | materina prababica: ?                         | materin prapradedek: ?                              |
| Klemen X. | mati: Vittoria Dolfin               | materin dedek: Marco Dolfin, beneški patricij | materina prababica: ?                         | materina praprababica: ?                            |
| Klemen X. | mati: Vittoria Dolfin               | materina babica: Properzia Miccinelli         | materin pradedek: ?                           | materin prapradedek: ?                              |
| Klemen X. | mati: Vittoria Dolfin               | materina babica: Properzia Miccinelli         | materin pradedek: ?                           | materina praprababica: ?                            |
| Klemen X. | mati: Vittoria Dolfin               | materina babica: Properzia Miccinelli         | materina prababica: ?                         | materin prapradedek: ?                              |
| Klemen X. | mati: Vittoria Dolfin               | materina babica: Properzia Miccinelli         | materina prababica: ?                         | materina praprababica: ?                            |

### Ocena
- Pri svoji visoki starosti je miroljubni, pobožni in dobrodelni papež prepustil vladarske posle skoraj popolnoma svojemu posvojenemu nečaku Paluzzu. Ni mogoče reči, da je le-ta z močjo, ki jo je dobil v svoje roke, ravnal s primerno spretnostjo; tako so se zlasti odnosi med kurijo in Francijo zopet zelo poslabšali. Hvalevredno pa je, da je papež velikodušno podprl poljskega kralja v težki borbi proti Turkom in da je ostal zvest prizadevanju – kljub malim možnostim za uspeh – za ustanovitev velike zveze proti Turkom. [41]
- Kljub svojim visokim letom je Klemen vztrajal pri čvrstem stališču do francoske domišljavosti. Kakor njegovemu predhodniku je tudi njemu spodletelo dvigniti Evropo zoper Turke, ki so ogrožali Sredozemlje, in sicer največ zaradi Ludvikovega oviranja. Nasprotoval je Ludvikovi zahtevi, da je pobiranje dohodkov, ki jih dajejo izpraznjeni (škofijski in opatijski) sedeži, Ludvikova pravica (“regalia”). [42]
- Klemen je bil zelo dobrodelen in je storil veliko za reveže: ne le z velikodušno miloščino, ampak tudi z družbeno zakonodajo. Poskušal je izboljšati poljedelstvo in pospeševati gospodarsko dejavnost v Papeški državi. [43]

#### De flumine magno
Malahijeva prerokba pravi o njem, da je Od velike reke (latinsko De flumine magno; angleško From a great river). To geslo postavljajo v zvezo s Tibero, ki je prestopila bregove ob njegovem rojstvu, kar je povzročilo hude povodnji; ali pa je to nejasna povezava z njegovim priimkom. 